# Adjø
Adjø er en dansk filmskolefilm fra 2021 instrueret af Charlotte Brodthagen.

## Handling
Nannas mor Claudia er uhelbredeligt syg, men nægter at tale om det. Mor og datter tager en forlænget weekend til Vadehavet for at opleve naturfænomenet sort sol, men deres forskellige agendaer med turen spænder ben for hinanden og tvinger kvinderne ud i et opgør, for at de til sidst kan mødes og måske starte deres akavede relation på ny.

## Medvirkende
- Anne Laybourn, Nanna
- Stine Stengade, Claudia